# Gazzi de Sá
Gazzi de Sá (João Pessoa, 13 de dezembro de 1901 - Rio de Janeiro, 21 de outubro de 1981) nasceu na Paraíba, mas morou em Salvador e no Rio de Janeiro, onde conheceu o trabalho de Heitor Villa-Lobos. Apesar de ter estudado medicina, sempre teve mais apreço pela educação musical e pela música, sendo considerado um dos maiores educadores musicais brasileiros e como referência no canto orfeônico do século XX. Foi compositor, pianista, educador musical, e é autor de um método que se tornou livro chamado “Método de musicalização”, que consiste na simplificação rítmica e melódica durante o aprendizado do aluno.

## Biografia
Gazzi Galvão de Sá , filho de Manoel Henriques de Sá Filho e Maria Leopoldina Galvão de Sá, foi o segundo filho dentre os oito que o casal tivera. Foi um dos percussores da Educação musical no nosso Estado, não muito diferente de seu avô e seu pai, que foram figuras importantes para o desenvolvimento do estado da Paraíba e do Brasil. Seu avô comercializava utensílios domésticos de pouco uso e conhecimento na época e foi o primeiro paraibano a montar uma casa de fotografias e comercializar esse produto. Já seu pai, foi o fundador do Cinema na Paraíba e o primeiro empreendedor de serviço de telefonia no mesmo estado. Como notado, a família de Gazzi de Sá possuía uma situação financeira estável, o que permitiu a ele ter tido uma boa educação desde pequeno até a faculdade, sempre estudando nos melhores colégios da cidade. Em continuidade dos estudos, por volta de 1922, foi à Salvador (Bahia) cursar Medicina como o seu pai tanto desejava, porém o dinheiro que era enviado para Gazzi pagar os custos com a faculdade, ele pagava escondido do pai, aulas de piano e teoria musical. O pai lhe cortou a mesada, mas a mãe, sensibilizada pelo filho, continuou enviando o valor das aulas particulares. Isso não fez com que Gazzi desistisse por completo da medicina quando partiu de Salvador para o Rio de Janeiro para ter aulas de piano com Oscar Guanabarino.
O pai de Gazzi de Sá nunca aprovou o seu interesse em estudar e tornar-se músico, obrigando-o a retornar para a Paraíba. De volta á sua terra natal, ele não parou de estudar o instrumento e, ainda enfrentando o pai de frente, tornou-se professor de Piano. Destacou-se por sua particularidade de repertório, sendo o professor de piano a introduzir o estudo de Johann Sebastian Bach na Paraíba. Foi também, o primeiro professor a desbravar o mundo do Canto coral na sua terra, realizando apresentações com seus alunos.
Casou-se em 26 de maio 1926 com Ambrosina Soares, com quem teve quatro filhos, Fernando, Ermano, Marcelo e Geruza Soares de Sá e, posterirormente, dez netos. Em 1929, ele e sua esposa montaram uma escola de música em sua própria residência, a qual ele dava aulas de piano, teoria musical e Canto e ela aulas de piano, canto e Dança. Atualmente a escola chama-se Escola de Música Anthenor Navarro, homenagem de Gazzi para o amigo de infância que falecera em um acidente de avião. O filho Ermano foi o único a seguir a carreira musical, tendo estudado piano com o pai desde os quatro anos e, quando adulto, cursou no Conservatório Nacional de Canto Orfeônico, sendo aluno também de Heitor Villa-Lobos. Foi graduando de piano na Escola de Música da Universidade Federal do Rio de Janeiro e depois foi à Paris continuar os estudos com uma bolsa de estudos.

### Gazzi de Sá e o Canto Orfeônico
Em 1932 foi concebido o ensino de Canto orfeônico da Paraíba, Gazzi de Sá, como professor de música, era o responsável por este trabalho, já que ele mantinha contato com o percussor do canto orfeônico, Villa-Lobos, por quem era orientado de como coordená-lo e colocá-lo em prática. Em 1934 e 1935, Gazzi fez o Curso de Pedagogia e Aperfeiçoamento do Ensino de Canto Orfeônico com Villa-Lobos, o que aumentou o laço de amizade entre ambos. A partir de 12 de março de 1934, o governo do estado da Paraíba, através do decreto-lei nº948, decretou o canto orfeônico como aprendizado obrigatório nas escolas, sendo Gazzi o principal mentor dos professores que atuavam nessas escolas. Gazzi propôs ao governo estadual a criação da Superintendência de Educação Artística (SEA), que funcionaria aos moldes da SEMA e seria o órgão orientador de todos os orfeões das escolas e escolas de música do estado. Como incentivo ao canto, as escolas realizavam competições umas com as outras, já que cada uma possuía o seu próprio orfeão. Com um espírito Nacionalista, o SEA organizava grandes concentrações de orfeões escolares durante a semana da pátria onde cantavam hinos, músicas folclóricas e marchas escolares com a banda da Polícia Militar acompanhando o evento. Em 1940, ele e Villa-Lobos foram para a Argentina e Uruguai demonstrar para os alunos e professores destes países o processo de ensino o canto orfeônico, já que o Brasil muito se destacou por este trabalho.
No final de 1947, Gazzi de Sá mudou-se com a esposa e os filhos para o Rio de Janeiro a fim de assumir o posto de professor de Apreciação Musical no Conservatório Nacional de Canto Orfeônico a convite de Villa-Lobos. Contudo ele mantém contato com os seus discípulos na Paraíba sem deixar de lado o canto orfeônico por lá, tanto é que se lá formou-se o único Conservatório de Canto Orfeônico da região Região Norte e Região Nordeste da época.

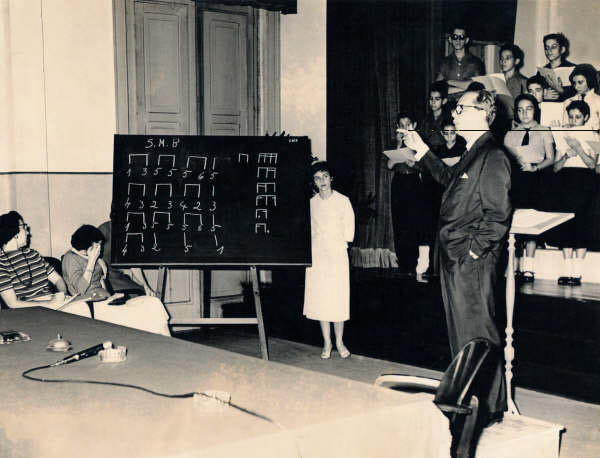
Gazzi de Sá ministrando aula no Conservatório Nacional de Canto Orfeônico

Gazzi de Sá faleceu devido a problemas cardíacos quando tinha 80 anos idade, no Rio de Janeiro, no dia 21 de outubro de 1981.
[[File:Gazzi de Sá no Conservatório Nacional de Canto Orfeônico.png|Gazzi de Sá no Conservatório Nacional de Canto Orfeônico]]

## Proposta pedagógico-musical
Pode-se explanar o método na parte rítmica e melódica musical. Outro ponto forte de sua proposta de educação musical, segundo o livro "Pedagogias brasileiras em educação musical", está voltada para o uso da voz através do canto, principalmente no canto orfeônico, assim como no processo de musicalização que possibilita aos alunos o conhecimento de uso de armaduras de claves,claves e compassos. Neste processo, a pauta é utilizada para demonstrar ao aluno a altura dos sons sem claves específicas. Sá diz que toda música é dividida em som e ritmo. 

### Ritmo

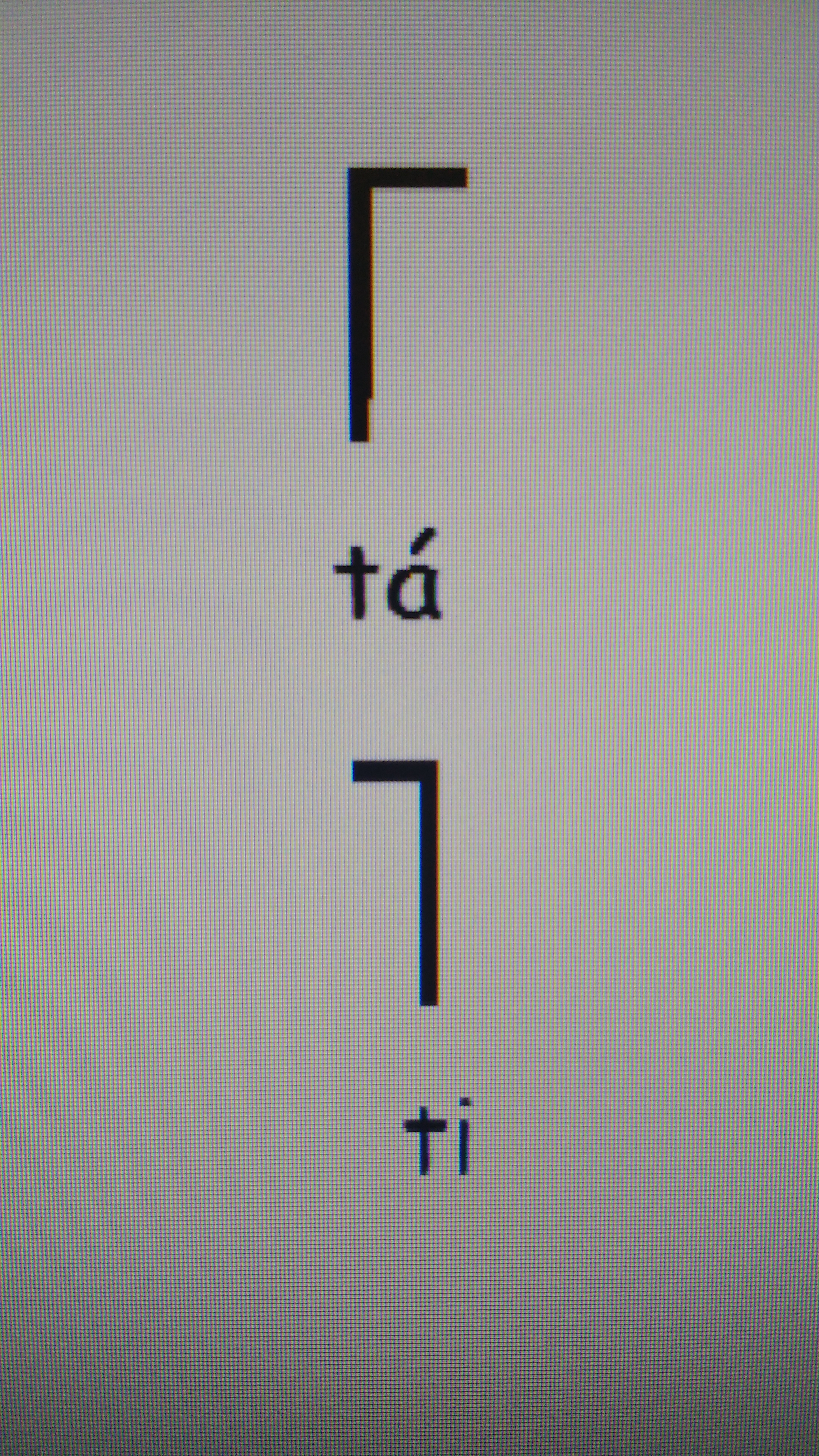
Foto 1: Tá (gesto para dentro) e Ti (gesto para fora)

Gazzi de Sá  compara a música com a pulsão dos nossos corações (que pode ser lento, rápido ou moderado) e divide a unidade de duração em Pendular ou circular. Vamos entender sobre os mesmos:
O pendular coloca-se a mão para dentro no início do pulso e o circular coloca-se a mão para fora na binária do pulso.
O gesto pendular divide a unidade em duas partes: tá(gesto para dentro) - ti (gesto para fora) -divisão binária. (Foto 1)

O gesto circular divide a unidade em três partes: tá-té-té (divisão ternária)

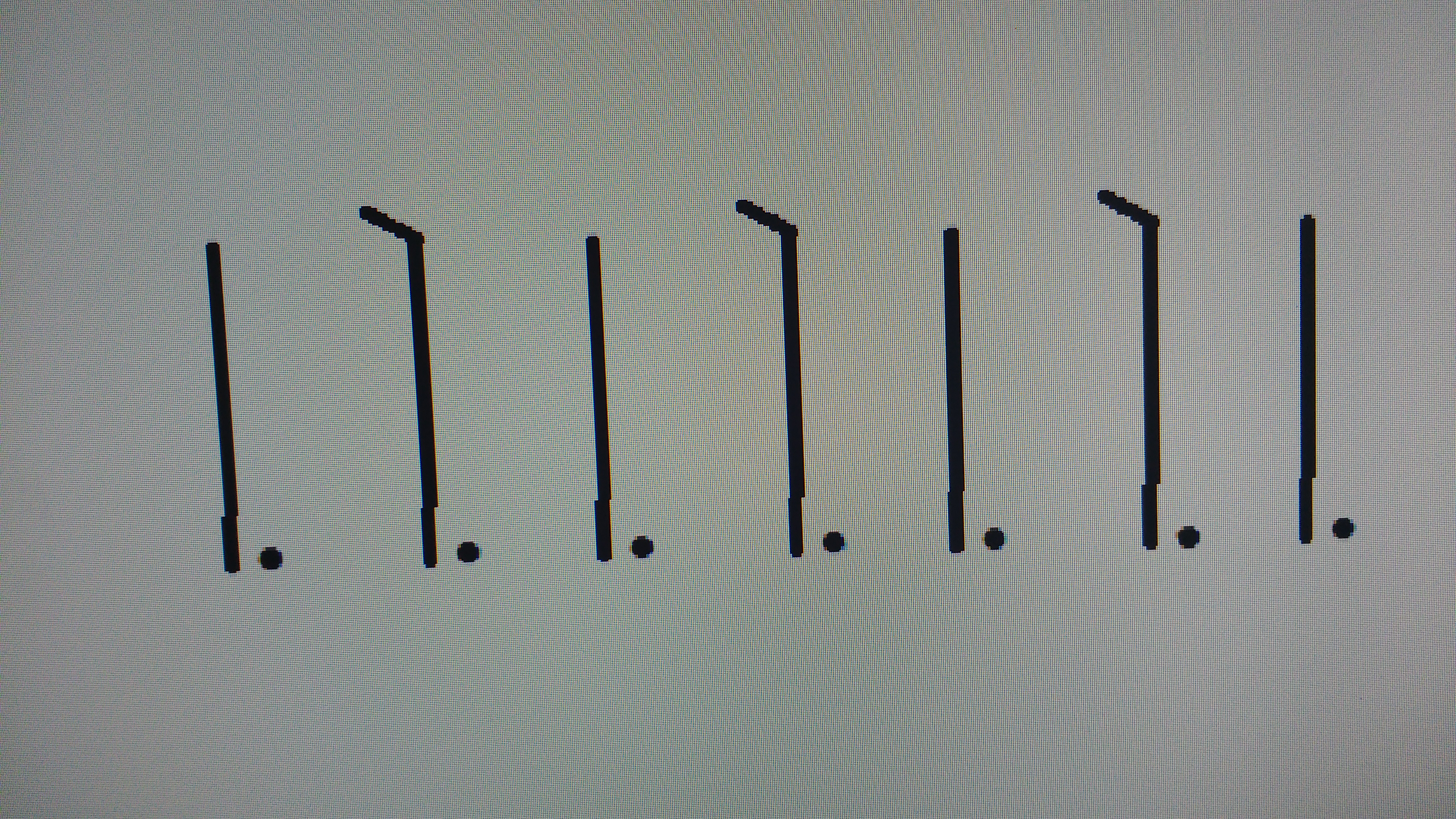
Foto 3: Apoio e impulso: Hastes de sons graves (indicados pelo ponto) indicados entre fracos e fortes

Utiliza de hastes que dão e impulso ao tempo forte, ou seja, quando a haste está levemente inclinada para a esquerda, ela indica o tempo forte (foto 2). O mesmo pode apropriar-se de palavras. Por exemplo: Me- lão . O "lão" é a sílaba forte da palavra, representada pela haste inclinada.
Quando as mesmas hastes aparecerem acompanhadas de um ponto (foto 3), ela indica um som mais grave
Quando um ritmo é representado por L no gesto pendular, e L. no circular, o valor da unidade de tempo da nota irá valer o dobro da mesma (foto 4). 

### Som
Gazzi de Sá também substitui as notas da Escala musical por números de 1 a 8: Dó 3 ao Si 3 = 1, 2, 3, 4, 5, 6, 7, 8 (série média); Dó 4 ao Si 4 = 1‪¯ 2¯ 3¯ 4¯ 5¯ 6¯ 7¯ 8¯ (série aguda); Dó 2 ao Si 2 = 1 2 3 4 5 6 7 8  (série grave)

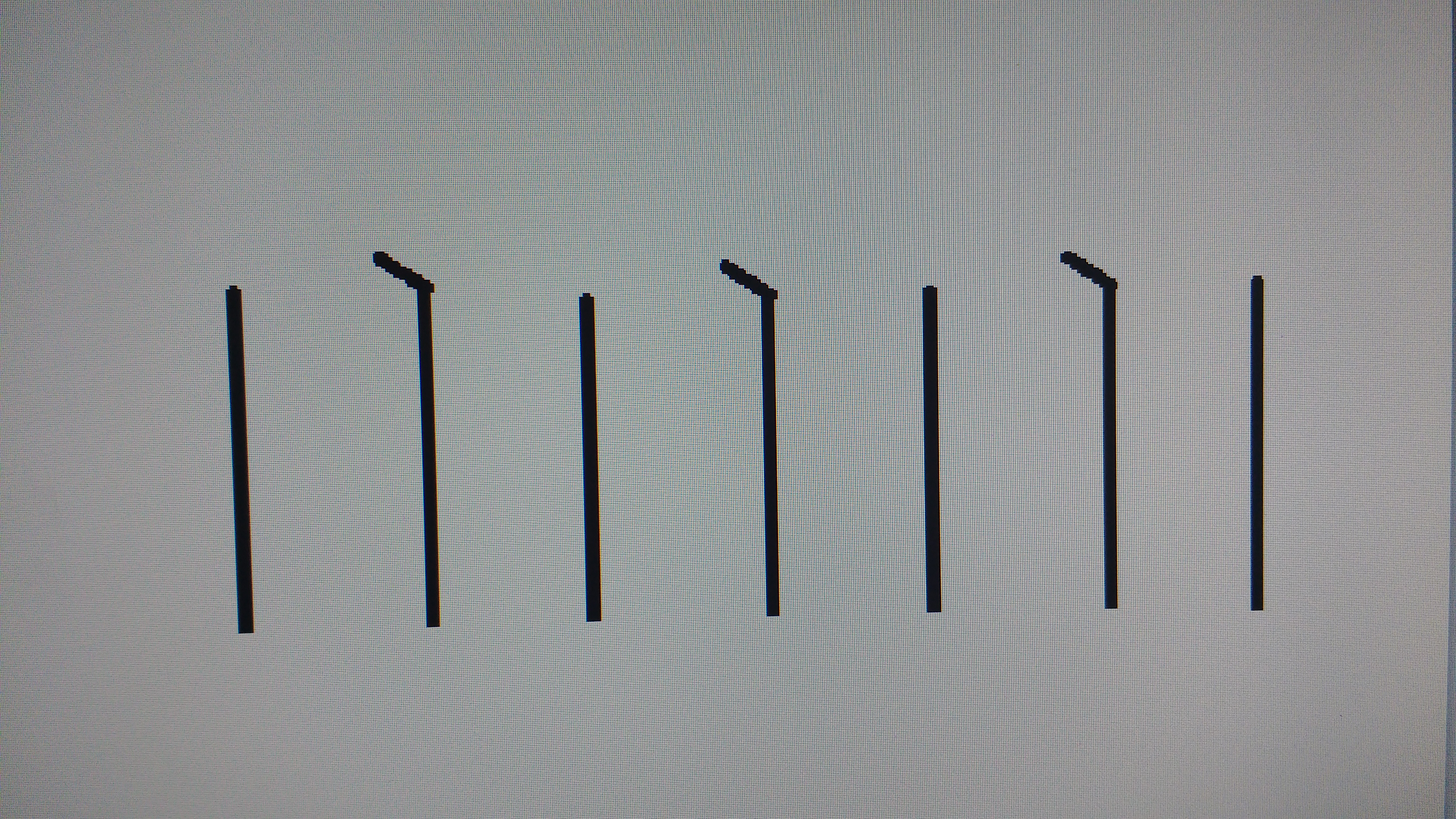
Foto 2: Apoio e impulso: Hastes de sons agudos indicados entre fracos e fortes

Exemplo: Cante 1 5 4 3 4 5 em qualquer escala tonal. Lembrando que: Dó corresponde ao número 1, Ré ao 2 e assim sucessivamente.
Para implementar a notação tradicional da música, Sá (1990) utiliza-se de números para cada nota nas partituras (assim como foi compreendido acima) que são espalhados pelo pentagrama.

#### Modo Menor
O canto é realizado da escala Maior descendente até o número 6. O aluno é levado a cantar a série 6 7 1 2 3 -3 2 1 7 6 e, em seguida, estabelece-se a nova escala, substituindo-se o 6 7 1 2 3  por 1 2 -3 4 5.
Inicialmente, é trabalhado apenas  1 2 -3 4 5; depois passam a cantar a série Maior e a Menor, partindo do mesmo som e no final cantam em todas as tonalidades.

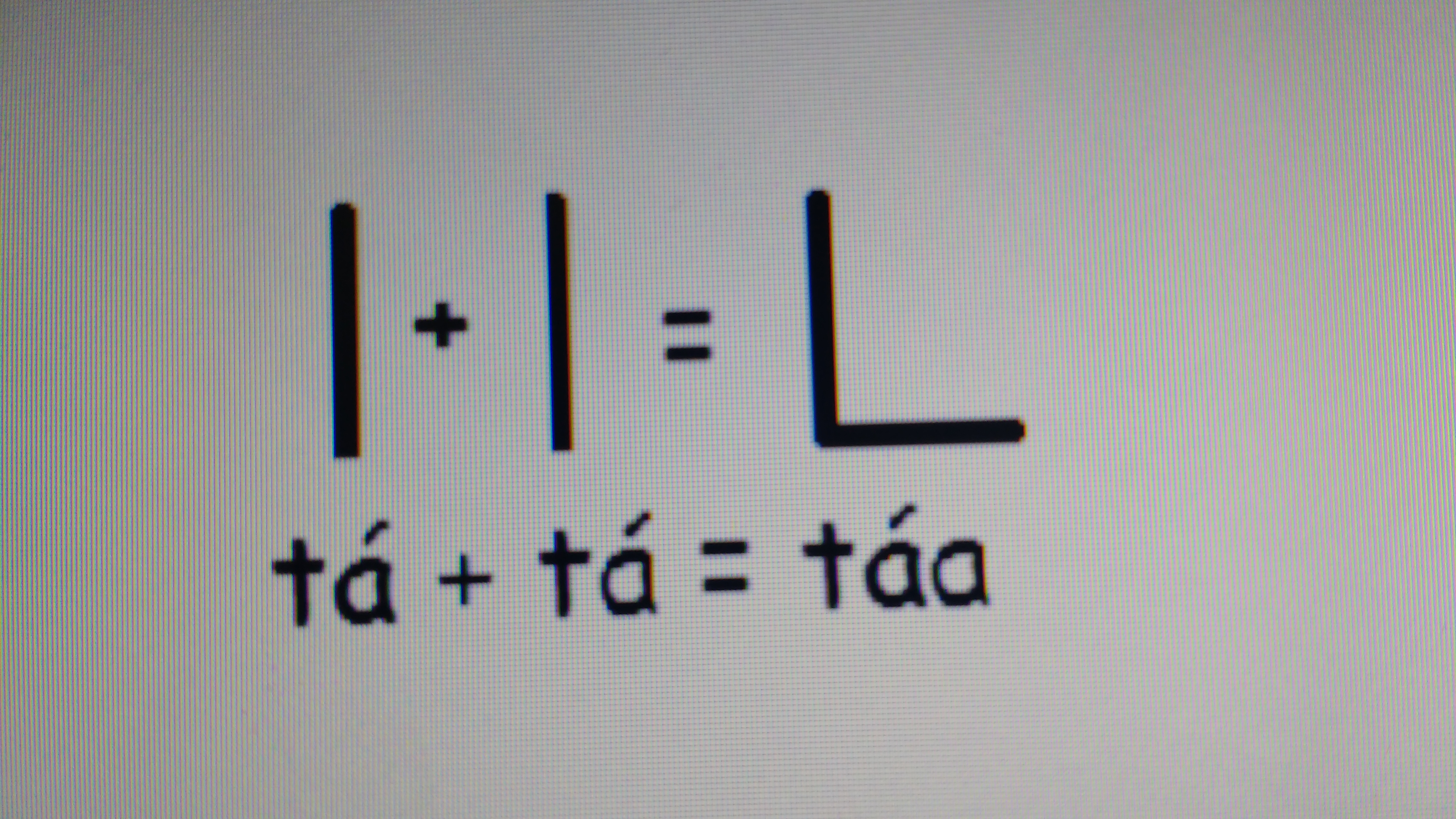
Foto 4: Ritmo dobrado e pausas

Os sinais + e –, colocados antes dos números que representam os graus, indicam que precisa subir um Semitom ou abaixar um semitom.    
Categoria:Educação musical  